# Bergen op Zoom
Bergen op Zoom (phát âmⓘ) là một khu vực đô thị và là một thành phố ở phía nam Hà Lan.

## Khu vực dân cư

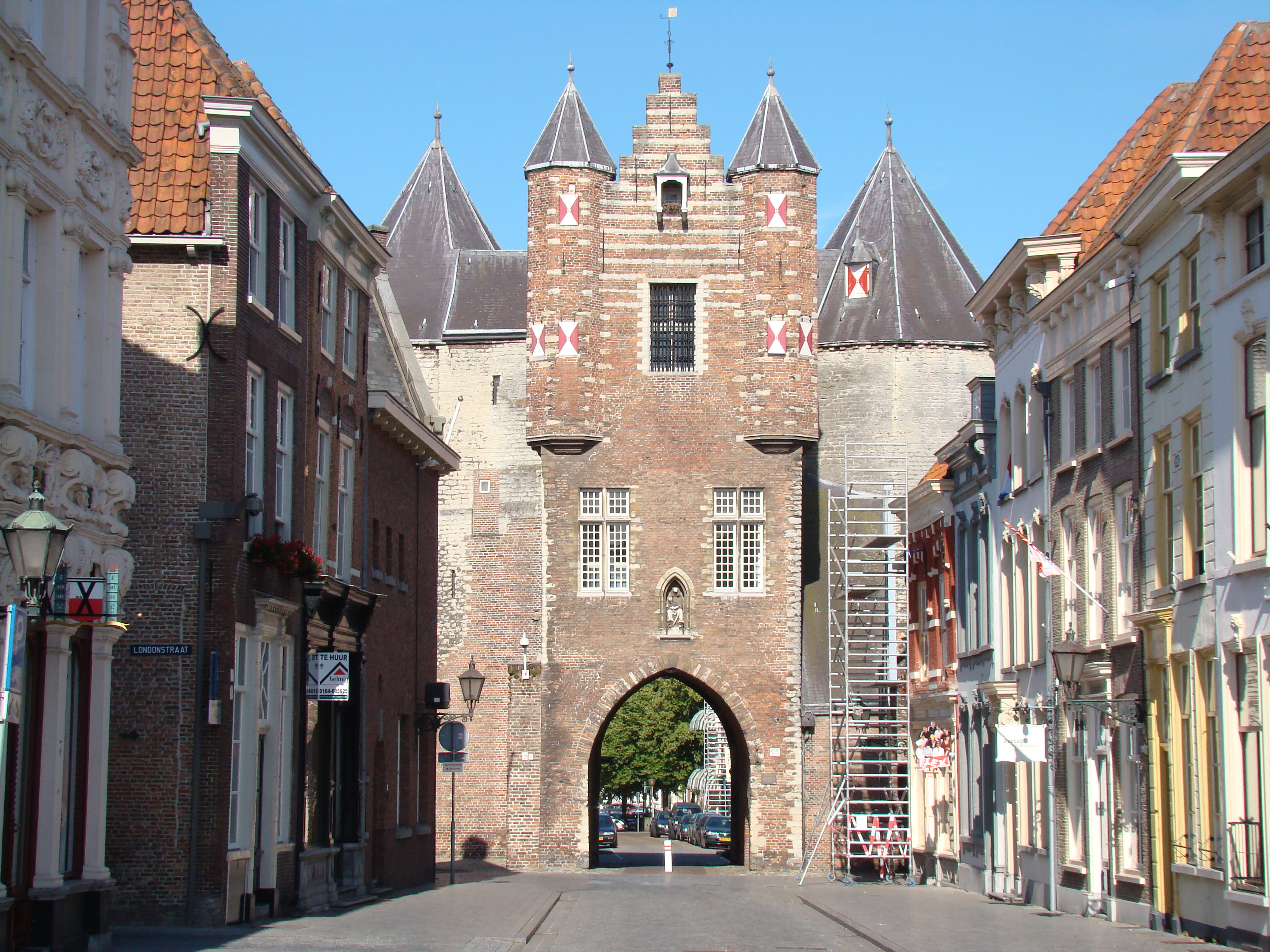
Gevangenpoort

- Bergen op Zoom (dân số: 65.691, tháng 7 năm 2006)
  - Heimolen
  - Halsteren (11.410)
  - Lepelstraat (2.070)
  - Kladde

## Địa điểm du lịch
- City Center (Centrum)

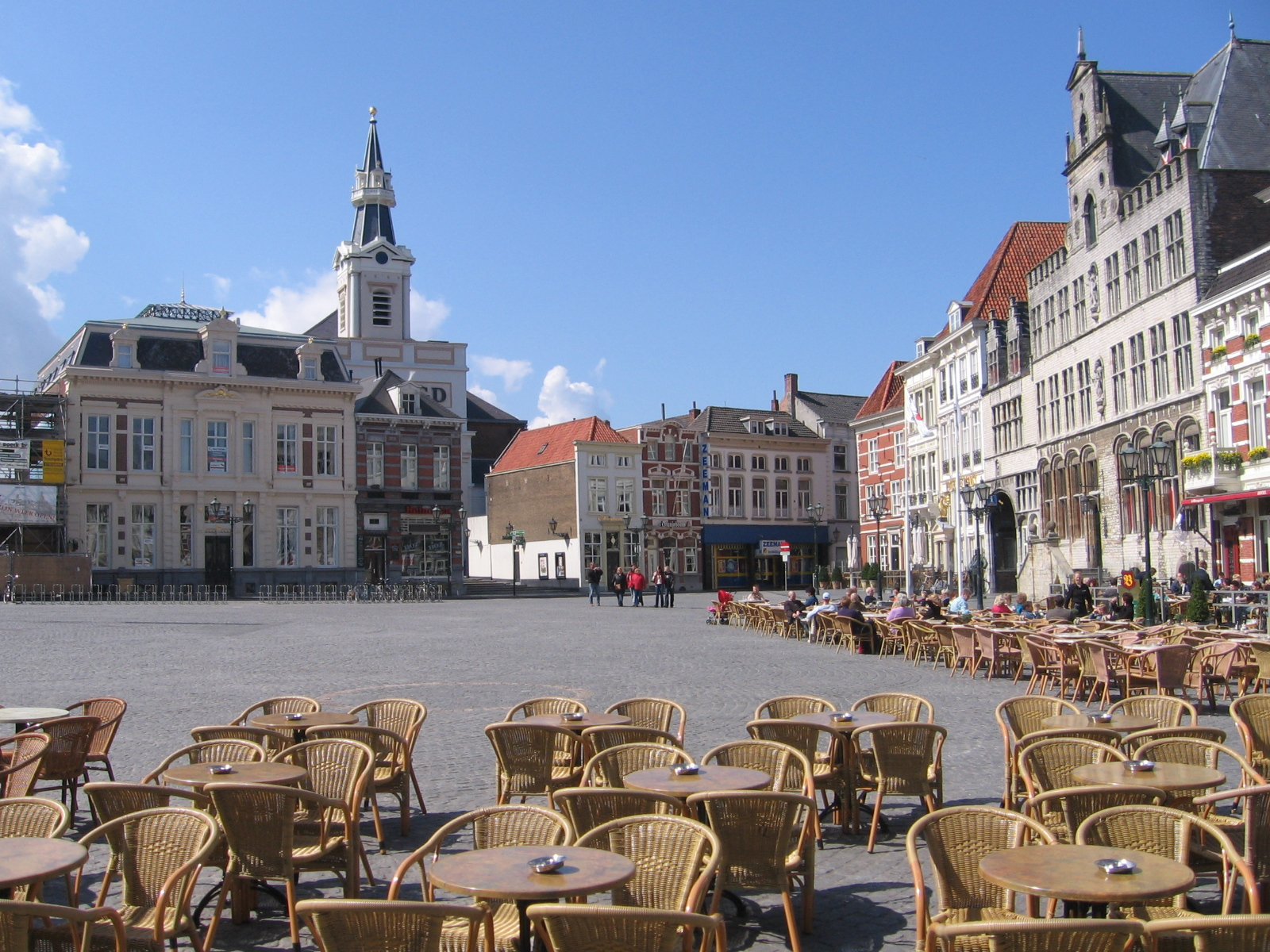
Grote Markt

- Gevangenenpoort (hay Onze Lieve Vrouwepoort)
- Grote Markt
- Hotel & Residence de Draak
- Kaai (cảng cũ)
- Lievevrouwenstraat
- Markiezenhof
- Ravelijn (hay de Vest)
- Sint-Gertrudiskerk (hay Grote Kerk)
- Synagogue
- Di tích pháo đài Fort de Roovere và Cầu Moses với phần lớn chìm dưới mặt nước.